# New Church
New Church is het debuutalbum van Steve Dinsdale. Dinsdale maakt deel uit van Radio Massacre International, maar kon daar kennelijk onvoldoende zijn eigen muziek bij kwijt. New Church is qua muziek een teruggang naar de eerste albums van RMI, die muziek bevatte uit de Berlijnse School voor Elektronische Muziek. Ook het instrumentarium, waaronder de Mellotron dateert vanuit vroeger tijden. De muziek heeft af en toe wat weg van gedragen kerkmuziek. Het studioalbum is opgenomen in Yorkshire in de maanden augustus en september 2008. De hoes bevat details van de kerkramen in de St Mary’s Church in Kettlewell.

## Muziek
Allen van Dinsdale

| Nr. | Titel           | Duur |
| --- | --------------- | ---- |
| 1.  | Introduction    | 1.35 |
| 2.  | New Church 1    | 5.46 |
| 3.  | Wright On       | 5.34 |
| 4.  | New Church 2    | 9.04 |
| 5.  | March for Peace | 4.01 |
| 6.  | Moorland Dark   | 6.27 |
| 7.  | WDR 74          | 6.03 |
| 8.  | Gone Mission    | 4.03 |